# Ула-Тирсо
Ула-Тирсо (итал. Ula Tirso) — коммуна в Италии, располагается в регионе Сардиния, в провинции Ористано.
Население составляет 634 человека (2008 г.), плотность населения составляет 34 чел./км². Занимает площадь 19 км². Почтовый индекс — 9080. Телефонный код — 0783.
Покровителем коммуны почитается святой апостол Андрей, празднование 30 ноября.

## Демография
Динамика населения:

## Администрация коммуны
- Официальный сайт: